# Holt Point
Der Holt Point ist eine Landspitze an der Budd-Küste des ostantarktischen Wilkeslands. Sie bildet den westlichen Ausläufer der Bailey-Halbinsel östlich der Windmill-Inseln. 
Luftaufnahmen der US-amerikanischen Operation Highjump (1946–1947) dienten ihrer Kartierung. Das Advisory Committee on Antarctic Names benannte sie 1963 nach dem Fotografen James R. Holt von der United States Navy, der 1958 zur Besetzung auf der Wilkes-Station gehört hatte.